# Robert Agustina i Busquets
Robert Agustina i Busquets (Berga, Berguedà, 1970) és un compositor de sardanes català.
Amb estudis superiors de trompeta, solfeig i composició. Premi d'Honor de composició i instrumentació amb el mestre Josep Soler. Com a intèrpret ha format part de les cobles Atanaga i Principal de Berga, així com d'altres formacions de ball i clàssica. És col·laborador habitual del concert de Patum "Memorial Ricard Cuadra" des dels seus inicis, i per això ha realitzat una quinzena d'arranjaments. Com a autor, a més d'algunes sardanes i arranjaments per a cobla, ha fet arranjaments per a banda i ha escrit algunes obres vocals, estrenades per la Coral de l'Escola Municipal de Música de Berga, entre les quals Victimae Paschali Laudes i un Rèquiem, d'una gran exigència musical.
El 2011 va estrenar una obra per a piano, Troianes, basada en quadres de la pintora Bet Calderer. Ha compost set sardanes.

## Obres
Sardanes
- Gerard i Marta
- Il·lusions
- Nans i Gegants
- Per tu, Pol
- Op. 41
- L'abella Picapedra, encàrrec de la Cobla Contemporània
- Un any i un dia, dedicada a la Cobla Berga Jove
- Malbaratament indecent per sota la taula, encàrrec de la Cobla Contemporània
- Queralt al cor
- Petits Marc i Queralt

Altres obres per a cobla
- Quodlibet, sobre temes patumaires

Piano sol
- Troianes

Cambra
- Tres instants, per a clarinet i piano
- Interludi, per a trompeta i piano
- Gimnopèdia, per a violoncel o trombó i piano

Música coral
- Rèquiem, per a cor, orquestra de corda i orgue (2002)
- Victimae Paschali Laudes, per a cor, septet de metall, orgue i timbales (2005)
- L'aneguet lleig, cantata infantil amb text d'Antoni Dalmases, encàrrec del cor Efebus de l'Orfeó de Sabadell
- Secrets del Pedraforca, cantata amb text de Jordina Farràs
- Queralt! Un petit musical, amb text de Xavier Gonzàlez-Costa